# تجديدية العماد
تجديد العماد أو تجديدية العماد أو الأنابابتست هي حركة مسيحية متأثرة بأصولها تسعى إلى الإصلاح الجذري. يُنظر إلى هذه الحركة عمومًا على أنها فرع من البروتستانتية، رغم اعتراض بعض مُجددي العماد على هذا الرأي.
يعيش حوالي 4 ملايين من أتباع تجديدية العماد في العالم اليوم مبعثرين في جميع القارات المأهولة. بالإضافة إلى عدد من فِرق مُجددي العماد الصغيرة، تشمل أكثر هذه الفرق عددًا: المينوناتية البالغ عددهم 2.2 مليون، أخوة شوارزناو -الأخوة المعمدانيين الألمان- 1.5 مليون، الأميش البالغ عددهم 300,000، الهوتريتيون البالغ عددهم 50,000.
وُجدت فوارق ثقافية كبيرة في القرن الـ 21 بين مجدِّدي العماد جميعًا، إذ لا يختلفون كثيرًا عن البروتستانت الإنجيليين أو التقليديين، أو الفرق التقليدية مثل الأميش، مستعمرات المينوناتية القديمة، الحركة المينوناتية القديمة، الهوتريتيين، والإخوة المعمدانيين الألمان القدماء.
عبّر مجدِّدو العماد الأوائل عن إيمانهم بإقرار شلايتهايم عام 1527. آمن مجدِّدو العماد بأن المعمودية صالحة عندما يعترف المرشحون بإيمانهم بالمسيح ويرغبون في التعميد فقط. إذ تعارض معمودية المؤمن تعميد الأطفال غير القادرين على اتخاذ قرار واعٍ بالرغبة في التعميد. يتَّبع مجدِّدو العماد الخطى التقليدية لمجدِّدي العماد الأوائل في القرن السادس عشر. تمارس مجموعات مسيحية أخرى ذات جذور مختلفة معمودية المؤمنين أيضًا، مثل: الكنيسة المعمدانية الإنجيلية، ولكن لا يُنظَر إلى هذه الفرق كمجدِّدي العماد. فالأميش والهوتريتيون والمينوناتية هم المنحدرون مباشرةً من حركة مجدِّدي العماد المبكرة. يعتبر كل من أخوة شوارزناو، مجتمعات برودرهوف، والكنيسة الرسولية المسيحية، من آخر المطورين لتجديدية العماد.
يعبِّر لقب مجدد العماد عمَّن «يُعمِّد مرة أخرى». أطلق مضطهدوهم عليهم هذا اللقب، مشيرين إلى عادة تعميد الناس عندما يهتدون أو يعلنون إيمانهم بالمسيح، حتى لو كانوا عُمِّدوا كأطفال. اشترط مجدِّدو العمادية أن يتمكن المرشحون للمعمودية من الاعتراف بالإيمان الذي يختارون بحرية ويرفض بالتالي معمودية الأطفال. لم يقبل الأعضاء الأوائل في هذه الحركة اسم مجدِّد العماد، مُدَّعين أن تعميد الأطفال لم يكن جزءًا من الأسفار المقدسة، لذلك فهي باطلة ولاغية. ويقولون إن تعميد المؤمنين الذين يعترفون بأنفسهم كان أول معمودية حقيقية لهم:
«لم أُعلّم تجديدية العماد قط… لكن معمودية المسيح اليمنى، والتي يسبقها تعليم واعتراف شفهي بالإيمان، أُعلّمها، وأقول إن تعميد الأطفال يعتبر سرقة لمعمودية المسيح اليمنى».
بالتازار هوبماير -عالم باللاهوت- (1526) اعتذار قصير
عانى مجدِّدو العماد اضطهادًا شديدًا طويل الأمد بدءًا من القرن السادس عشر على يد أتباع الإصلاح البروتستانتي والرومان الكاثوليك، والسبب الرئيسي في ذلك هو اختلاف تفسيرهم للأسفار المقدسة مع التفسيرات الرسمية لكنيسة الدولة ومع الحكومة. لم تدعم أي دولة عملية التجديد للديانة الرسمية لها، وبالتالي لم تتمتع قط بأي امتيازات. تمسّك معظم مجدِّدي المعمودية بالتفسير الحرفي للموعظة على الجبل الذي منع تأدية اليمين، ما حال دون المشاركة في العمليات العسكرية أو الحكم المدني. آمنت بعض الجماعات التي كانت تعيد التعميد من جديد -والتي انقرضت الآن- بغير ذلك وامتثلت لمتطلبات المجتمع المدني هذه. لذلك كانوا من مجدِّدي المعمودية من الناحية التقنية، رغم أن الأميش والهوتريتيون والمينوناتية وبعض المؤرخين المحافظين لا يعتبرونهم من مجددي المعمودية الحقيقية. وكتب كونراد غريبل في رسالة إلى توماس مونتسر في عام 1524:
«يعتبر المؤمنون المسيحيون الحقيقيون غنم بين الذئاب، غنم للذبح، لا يستخدمون السيف الدنيوي ولا الحرب، إذ انتهت كل جرائم القتل بقتلهم».

## الأصول

### السابقون في القرون الوسطى
يُعتقد أن مجدِّدي المعمودية بدؤوا في الظهور مع المصلحين الراديكاليين في القرن السادس عشر، لكن صنَّف المؤرخون بعض الأشخاص والجماعات على أنهم سابقون بسبب تماثل طريقة تفسيرهم وتطبيقهم للكتاب المقدس. على سبيل المثال: علَّم بيتر تشيليكي -كان زعيمًا روحيًا مسيحيًا تشيكيًا ومؤلفًا في بوهيميا في القرن الخامس عشر- معظم المعتقدات التي اعتُبرت جزءًا لا يتجزأ من لاهوت مجدِّدي العماد. يضم سابقو القرون الوسطى مجتمع الكنيسة الرومانية الكاثوليكية، الهوسيين، السكرامنتيين الهولنديين وبعض أشكال الرهبنة. يعتبر إيمان حركة الولدينيسية مشابهًا لمجددي العماد أيضًا.
يشترك المنشقون بالعصور الوسطى ومجددو العمادية الذين تمسكوا بالتفسير الحرفي لموعظة الجبل في التأكيدات التالية:
- يجب ألا يؤمن المؤمن باليمين أو يحيل الخلافات بين المؤمنين إلى المحاكم الشرعية لحلها.
- يجب على المؤمن ألا يحمل السلاح أو أن يقاوم الظالمين بالقوة، ولا يستخدم السيف. لا يوجد مسيحي عنده حق جلادي (يمين السيف).
- تنتمي الحكومة المدنية (أي القيصر) إلى العالم. ينتمي المؤمن إلى ملكوت الله، لذلك يجب ألا يشغل أي منصب أو يشغل أي رتبة حكومية، تفرض عليه إطاعتها بشكل سلبي.
- يجب حرمان الخطاة أو غير المؤمنين، واستبعادهم من الأسرار ومن الاجتماع مع المؤمنين ما لم يتوبوا، ولكن لا يجب استخدام أي قوة أو عنف تجاههم.

### أنبياء تسفيكاو وحرب الفلاحين الألمانية
ظهر في فيتنبرغ يوم 27 ديسمبر عام 1521 ثلاثة «أنبياء» من تسفيكاو من المتأثرين بتوماس مونتسر، ونيكولاوس شتورش، ومارك توماس ستوبنر. كانوا يبشّرون ببديل جذريّ لنهاية اللوثرية. ساهمت مواعظهم في إثارة إحساس الناس بالأزمة الاجتماعية التي اندلعت في حرب الفلاحين الألمان في جنوب ألمانيا سنة 1525 باعتبارها ثورة ضد الاضطهاد الإقطاعي. أصبحت حربًا ضد جميع السلطات المُشكلة تحت قيادة مونتسر ومحاولة لإقامة كومنولث مسيحي مثالي من خلال الثورة، مع المساواة المطلقة بين الأشخاص ومجتمع السلع. لم يكن أنبياء تسفيكاو من مجددي العماد (أي أنهم لم يعمدوا مرة أخرى), ومع ذلك، أرسى الشعور بالظلم الاجتماعي السائد ووعظ هؤلاء رجال الأساس لحركة مجدِّدي العماد. تزامنت المُثل الاجتماعية لحركة مجدِّدي العماد على نحو وثيق مع المُثل الاجتماعية لزعماء حرب الفلاحين الألمان. وجدت الدراسات أن نسبة ضئيلة جداً من المنتمين إلى الطوائف التالية شاركوا في انتفاضة الفلاحين. 

### نظرة عامة على الأصول
تشوهت الأبحاث المتعلقة بأصل مجدِّدي المعمودية نتيجة محاولات أعدائهم إلى التشهير بهم ومحاولات مؤيديهم لتبرئتهم. إذ شاع تصنيف مجدِّدي المعمودية على أنهم مونستريون ومتطرفون مرتبطون بأنبياء تسفيكاو، يان ماتيس، جون أوف لايدن، وتوماس مونتسر. أما الذين يرغبون في تصحيح هذا الخطأ فكانوا يبالغون في تصويبه وينكرون كل الروابط بين حركة مجدِّدي المعمودية الكبرى والعناصر الأكثر تطرفًا.
نشر العالم الكاثوليكي الروماني كارل أدولف كورنيليوس كتاب تاريخ انتفاضة مونستر في عام 1855. قدم المؤرخ المعمداني ألبرت هنري نيومان (1852-1933)، الذي قال هارولد بندر عنه «كان يشغل المركز الأول في مجال تأريخ مجددي العماد الأمريكيين، مساهمة كبيرة في معاداة تعميد الأطفال (1897).
توجد ثلاث نظريات رئيسية حول أصول مجددي العماد هي:
- بدأت الحركة في تعبير أحادي في زيورخ وانتشرت من هناك (أحادية النشأة)
- تطورت من خلال عدة حركات مستقلة (متعددة النشأة)
- كانت استمرارًا لمسيحية العهد الجديد الحقيقية (الخلافة الرسولية أو أبدية الكنيسة).

### وحدة النشأة
يرى عدد من العلماء مثل: هارولد س. بيندر، وليام إستيب، وروبرت فريدمان أن حركة مجدِّدي العماد نشأت من حركة الإخوة السويسرية كونراد غريبل، وفيليكس مانز، وجورج بلاوروك، وآخرين. فقد اعتقدوا عمومًا أن جذور مجدِّدي العماد ترجع إلى زيورخ، وأن مجدِّدي أخوة سويسرا انتقلت إلى جنوب ألمانيا والنمسا وهولندا وشمال ألمانيا، حيث تفرعت إلى فروع مختلفة. 

## لمحة تاريخية
نشط مبشرين من هذه الحركة في سويسرا وألمانيا والنمسا حوالي عام 1520م وكان توماس مونزر من أبرزهم. عرف مجددي المعمودية بموقفهم الرافض للسلطة الكنسيَّة مما أدى بهم للتورط في حرب الفلاحين التي وقعت في جنوب ألمانيا.
من أهم شخصيات هذه الحركة أيضا جاكوب هوتير الذي أنشأ جماعة «الإخوة الهوتيريون» (التي تتشابه مع الشيوعية)، وجان بوكلسون (يوحنا الليداوي) الذي نصب نفسه ملكا حاكما على مدينة مونستر الألمانية وقام بإعادة معمودية سكانها بيديه وأطلق على المدينة اسم «أورشليم الجديدة» عام 1534م، وجعل خيرات المدينة مشاعا فيما بين أهلها كما أجاز أيضا تعدد الزوجات، ولكن مملكته الصغيرة تلك لم تستمر كثيرا فبعد أن حوصرت لمدة سنة كاملة سقطت أمام جيش الأسقف الأمير فرانز فون فالديك، وتم بعدها إعدام بوكلسون.
سبب مبدأ تجديديي العماد المعادي للسلطة تعرضهم لمضايقات واضطهادات مختلفة من قبل الأرستقراطيين البروتستانت، حتى أن لوثر نفسه ومصلحون آخرون اعتبروهم جماعة مارقة لا تعرف الإيمان الحقيقي. تم إعدام الآلاف منهم في مناطق مختلفة من أوروبا مما دفع بالكثيرين منهم للهجرة لأمريكا الشمالية.
اليوم هناك جماعات عدة في العالم يمكن اعتبارها وريثة لهذه الحركة، مثل الأميش، الإخوة، الهوتيريون، المينونايت، البروديرهوف والكويكرز.

## مواقع خارجية
- الموسوعة العربية المسيحية